# Bataille de Kissingen
Guerre austro-prussienne
Batailles
- front austro-prussien

- Hühnerwasser
- Podol
- Trautenau
- Nachod
- Langensalza
- Oswiecim
- Münchengrätz
- Soor
- Skalitz
- Gitschin
- Königinhof
- Schweinschædel
- Sadowa (Königgrätz)
- Dermbach
- Kissingen
- Aschaffenbourg
- Hundheim
- Blumenau
- Tauberbischofsheim
- Werbach
- Helmstadt/Uettingen
- Gerchsheim
- Uettingen/Roßbrunn/Hettstadt

- front austro-italien

- Custoza
- Val Vestino
- Cimego
- Pieve di Ledro
- Monte Nota
- Monte Suello
- Lissa
- Bezzecca
- Primolano
- Borgo
- Cimego
- Levico
- Versa

La bataille de Kissingen est livrée le 10 juillet 1866 pendant la guerre austro-prussienne de 1866. Les troupes prussiennes commandées par le général Eduard Vogel von Falckenstein défont l'armée bavaroise du général Oskar von Zoller et les chassent de Kissingen.

## Antécédents
Pendant que la majeure partie des armées prussiennes marchait en Bohême, où ils battaient le 3 juillet 1866 les troupes autrichiennes et saxonnes à Sadowa, l’armée d’ouest prussienne pénétrait d’abord dans le Royaume de Hanovre. Après la capitulation de Hanovre le 29 juin 1866, ces troupes prussiennes étaient regroupées sous le nom Mainarmee (allemand pour: armée de la rivière Main) et avançaient vers la rivière Main contre les alliées de l’Autriche au sud de l’Allemagne. Les troupes bavaroises qui formaient le VIIe Corps fédéral de la Confédération germanique, se retiraient à Kissingen (aujourd'hui: Bad Kissingen) après plusieurs combats perdus. Là ils voulaient empêcher un passage des Prussiens sur la rivière Saale franconienne.

## Déroulement

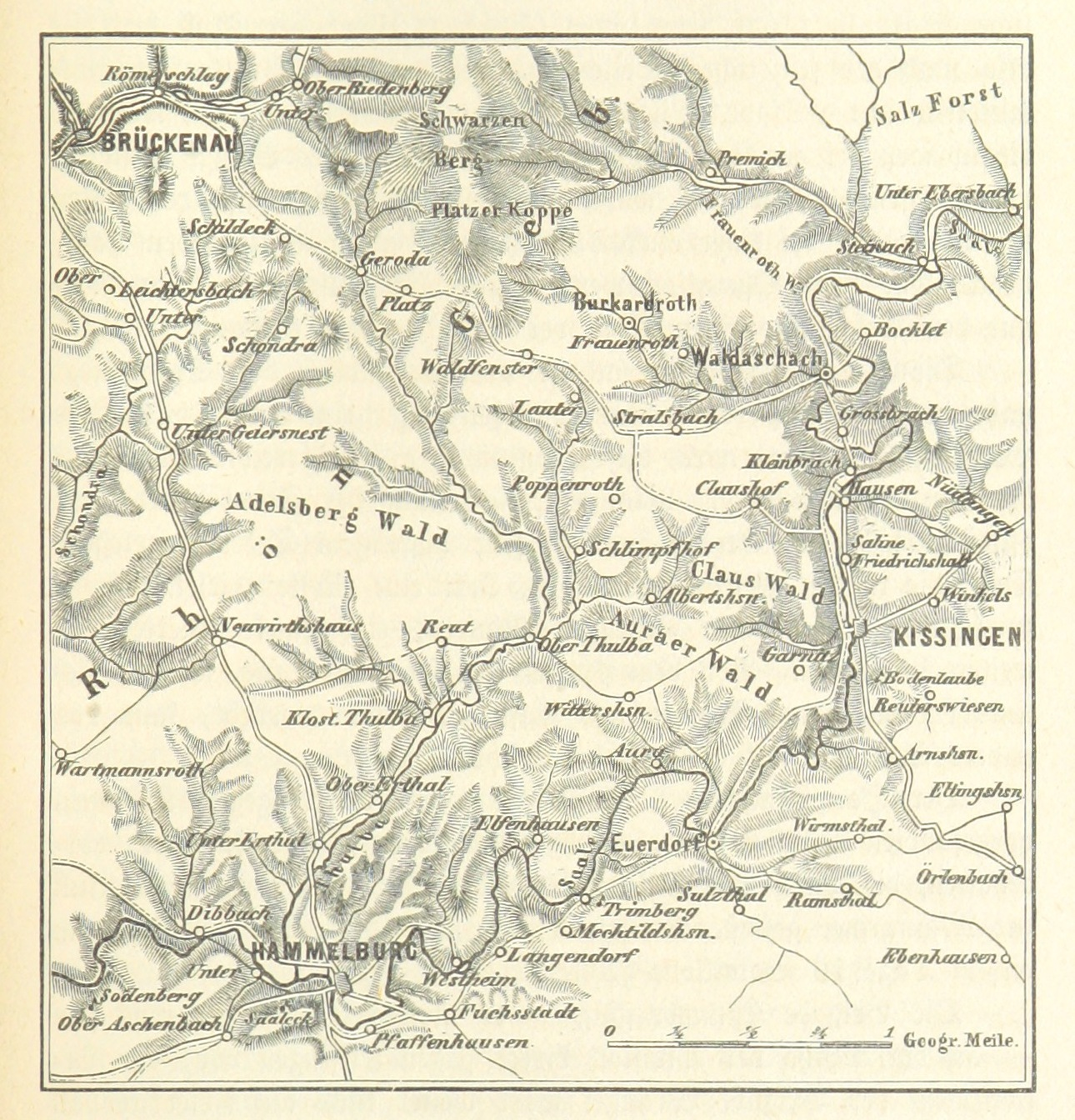
Carte de la bataille de Kissingen

Les Prussiens avancaient du nord-ouest à la rive droite de la Saale en face de Kissingen. Les Bavarois s'étaient retranchés sur la rive gauche de la Saale et avaient barricadé le pont sur la rivière, le Ludwigsbrücke (pont Ludwig). Vers 9 heures, les Prussiens commencèrent à attaquer le pont. L'attaque était d’abord repoussée. Cependant, une passerelle à la moulin Lindesmühle environ 500 mètres au sud de la ville n'avait pas été complètement détruite par les Bavarois. Les Prussiens pouvaient rendre cette passerelle de nouveau accessible et apporter des troupes à l'autre côté de la Saale. Ceux-ci attaquaient les Bavarois à leur flanc gauche tandis que sur le pont Ludwig une deuxième attaque a eu lieu. Auparavant, les canons bavarois qui couvraient le glacis du pont Ludwig doivent être retirés sous le feu de l'artillerie prussienne, si bien que l'infanterie prussienne finalement pouvait traverser le pont Ludwig et la pénétration dans la ville réussit. Un combat de rue suivait. Vers 13 heures, la ville fut conquise et les Bavarois devaient se retirer vers l'est. Après des violents combats au cimetière Kapellenfriedhof (cimetière de la chapelle), les Bavarois reculaient au village Winkels où ils construisaient une nouvelle ligne défensive aux buttes Sinnberg et Winterleite. Les Prussiens avancaient et dans les combats suivantes, le lieutenant-général Oskar von Zoller a été frappé par un obus et blessé mortellement. Vers 15 heures, la chaîne d'altitude bavaroise était prise par les Prussiens. Vers 16 heures, à Nüdlingen - inaperçu des Prussiens - des renforcements pour les Bavarois arrivèrent de Münnerstadt. Une contre-attaque bavaroise surprenante avait du succès partiellement d’abord. Mais les Prussiens des sa part passaient à une contre-attaque énergique le soir. Les Bavarois qui souffraient du manque de munitions, étaient rejetés à Nüdlingen. À la faveur de l’obscurité les Bavarois se retirèrent à Münnerstadt,.

## Conséquences
Après la bataille de Kissingen les troupes bavaroises se retirent à la ligne de la rivière Main en direction de Schweinfurt et Wurtzbourg, rendant impossible une jonction avec le VIIIe corps fédéral. Les Prussiens à la suite se tournent à l'ouest, où ils occupent Francfort.